# Nordische Skiweltmeisterschaften 2013
Die 49. Nordischen Skiweltmeisterschaften fanden vom 20. Februar bis 3. März 2013 in der italienischen Region Val di Fiemme statt. Damit war das Val di Fiemme (deutsch: Fleimstal) nach 1991 und 2003 zum dritten Mal Austragungsort von Nordischen Skiweltmeisterschaften.
Zum ersten Mal in der Geschichte der Nordischen Skiweltmeisterschaften gab es einen Mixed-Wettbewerb. Durchgeführt wurde er im Skispringen als Mannschaftsspringen mit je zwei Frauen und zwei Männern auf der Normalschanze. Veränderungen gab es zudem in der Nordischen Kombination. Dort wurde der Mannschaftswettbewerb mit einer Staffel aus vier Läufern im zweiten Teil wieder reduziert auf eine Disziplin, und zwar auf das Springen von der Normalschanze. Anstelle des Mannschaftswettbewerbs von der Großschanze gab es nun einen Teamsprint. Je zwei Vertreter eines Landes sprangen dazu je einmal von der Großschanze. Der anschließende Langlauf wurde durchgeführt wie der Teamsprint bei den reinen Langlaufdisziplinen. Die Anzahl der Wettbewerbe betrug insgesamt 21.

## Wahl des Austragungsortes
Um die Austragung der Weltmeisterschaften bewarben sich mit der Region Val di Fiemme und den Städten Falun, Zakopane, Lahti und Oberstdorf ausschließlich Orte, die bereits in der Vergangenheit Ausrichter von Nordischen Skiweltmeisterschaften gewesen waren. Bei der Wahl am 29. Mai 2008 setzte sich schließlich Val di Fiemme im dritten Wahlgang gegen die Mitbewerber durch.
| Austragungsort | 1. Wahlgang | 2. Wahlgang | 3. Wahlgang |
| -------------- | ----------- | ----------- | ----------- |
| Val di Fiemme  | 6           | 7           | 8           |
| Falun          | 4           | 5           | 5           |
| Zakopane       | 3           | 3           | 2           |
| Lahti          | 2           | 1           | —           |
| Oberstdorf     | 1           | —           | —           |

## Erfolgreiche Nationen und Sportler
Die Nation mit den weitaus meisten WM-Titeln war wieder Norwegen. Das Land gewann acht Gold- und elf weitere Medaillen. Frankreich folgte mit drei WM-Titeln, Russland und die USA errangen je zwei Goldmedaillen.
Erfolgreichste Teilnehmerin war Marit Bjørgen. Die Norwegerin gewann drei Einzeltitel und einen mit ihrer Staffel. Es folgte ihre Landsfrau Therese Johaug, die ebenfalls Mitglied dieser Staffel war und eine weitere Einzelgoldmedaille gewann. Bei den Männern ragte der Franzose Jason Lamy Chappuis heraus, der in der Nordischen Kombination dreimal Weltmeister wurde, davon einmal in einem Einzelwettbewerb und zweimal in verschiedenen Mannschaftsdisziplinen.

## Teilnehmer
Für die Weltmeisterschaften waren 701 Sportler aus 57 Ländern gemeldet.
| - Algerien - Argentinien - Armenien - Australien - Belgien - Bosnien und Herzegowina - Brasilien - Bulgarien - Chile - Volksrepublik China - Dänemark - Deutschland - Estland - Finnland - Frankreich - Griechenland - Indien - Iran - Irland | - Island - Italien - Japan - Kanada - Kasachstan - Kirgisistan - Kroatien - Lettland - Liechtenstein - Litauen - Luxemburg - Mazedonien - Moldau - Mongolei - Nepal - Neuseeland - Niederlande - Norwegen - Österreich | - Peru - Polen - Rumänien - Russland - Schweden - Schweiz - Serbien - Slowakei - Slowenien - Spanien - Südkorea - Togo - Tschechien - Ukraine - Ungarn - Venezuela - Vereinigtes Königreich - USA - Belarus |

## Zeitplan
| Datum             | Damen       | Damen                                          | Herren            | Herren                                         |
| ----------------- | ----------- | ---------------------------------------------- | ----------------- | ---------------------------------------------- |
| 20. Februar (Mi.) | 18:00       | Eröffnungsfeier                                | Eröffnungsfeier   | Eröffnungsfeier                                |
| 20. Februar (Mi.) | 10:45       | Qualifikation 5 km Freie Technik               | 12:45             | Qualifikation 10 km Freie Technik              |
| 21. Februar (Do.) | 10:45/12:45 | Sprint klassisch                               | 10:45/12:45       | Sprint klassisch                               |
| 21. Februar (Do.) | 15:30       | Qualifikation Skispringen Einzel Normalschanze | 0                 | 0                                              |
| 22. Februar (Fr.) | 0           | 0                                              | 10:00/15:00       | Nordische Kombination Einzel Normalschanze     |
| 22. Februar (Fr.) | 16:00       | Skispringen Einzel Normalschanze               | 18:00             | Qualifikation Skispringen Einzel Normalschanze |
| 23. Februar (Sa.) | 12:45       | Doppelverfolgung 15 km                         | 14:15             | Doppelverfolgung 30 km                         |
| 23. Februar (Sa.) | 0           | 0                                              | 17:00             | Skispringen Einzel Normalschanze               |
| 24. Februar (So.) | 10:00/12:00 | Teamsprint Freistil                            | 10:00/12:00       | Teamsprint Freistil                            |
| 24. Februar (So.) | 0           | 0                                              | 10:00/15:00       | Nordische Kombination Team Normalschanze       |
| 24. Februar (So.) | 17:00       | Skispringen Mixed                              | Skispringen Mixed | Skispringen Mixed                              |
| 26. Februar (Di.) | 12:45       | 10 km Freie Technik                            | 0                 | 0                                              |
| 27. Februar (Mi.) | 0           | 0                                              | 12:45             | 15 km Freie Technik                            |
| 27. Februar (Mi.) | 0           | 0                                              | 17:00             | Qualifikation Skispringen Einzel Großschanze   |
| 28. Februar (Do.) | 12:45       | 4 × 5-km-Staffel                               | 10:00/15:00       | Nordische Kombination Einzel Großschanze       |
| 28. Februar (Do.) | 0           | 0                                              | 17:00             | Skispringen Einzel Großschanze                 |
| 1. März (Fr.)     | 0           | 0                                              | 13:30             | 4 × 10-km-Staffel                              |
| 2. März (Sa.)     | 12:15       | 30-km-Massenstart klassisch                    | 10:00/15:00       | Nordische Kombination Teamsprint               |
| 2. März (Sa.)     | 0           | 0                                              | 16:30             | Skispringen Team Großschanze                   |
| 3. März (So.)     | 0           | 0                                              | 12:30             | 50-km-Massenstart klassisch                    |

## Legende
Kurze Übersicht zur Bedeutung der Symbolik – so üblicherweise auch in sonstigen Veröffentlichungen verwendet:
| DNF | Wettkampf nicht beendet (did not finish) |
| LPD | überrundet (lapped)                      |

## Medaillenspiegel
| Platz | Nation             | Gold | Silber | Bronze | Gesamt |
| ----- | ------------------ | ---- | ------ | ------ | ------ |
| 01    | Norwegen           | 8    | 5      | 6      | 19     |
| 02    | Frankreich         | 3    | 0      | 1      | 4      |
| 03    | Russland           | 2    | 0      | 3      | 5      |
| 04    | Vereinigte Staaten | 2    | 0      | 1      | 3      |
| 05    | Schweden           | 1    | 6      | 0      | 7      |
| 06    | Österreich         | 1    | 5      | 1      | 7      |
| 07    | Deutschland        | 1    | 1      | 3      | 5      |
| 08    | Polen              | 1    | 1      | 1      | 3      |
| 09    | Japan              | 1    | 1      | 0      | 2      |
| 09    | Schweiz            | 1    | 1      | 0      | 2      |
| 11    | Slowenien          | 0    | 1      | 1      | 2      |
| 12    | Kasachstan         | 0    | 0      | 2      | 1      |
| 13    | Finnland           | 0    | 0      | 1      | 1      |
| 13    | Kanada             | 0    | 0      | 1      | 1      |

| Platz | Sportler               | Gold | Silber | Bronze | Gesamt |
| ----- | ---------------------- | ---- | ------ | ------ | ------ |
| 01    | Jason Lamy Chappuis    | 3    | 0      | 1      | 4      |
| 02    | Petter Northug         | 2    | 1      | 0      | 3      |
| 03    | Nikita Krjukow         | 2    | 0      | 0      | 2      |
| 03    | Sébastien Lacroix      | 2    | 0      | 0      | 2      |
| 05    | Johan Olsson           | 1    | 2      | 0      | 3      |
| 05    | Gregor Schlierenzauer  | 1    | 2      | 0      | 3      |
| 07    | Dario Cologna          | 1    | 1      | 0      | 2      |
| 07    | Thomas Morgenstern     | 1    | 1      | 0      | 2      |
| 09    | Eric Frenzel           | 1    | 0      | 1      | 2      |
| 09    | Kamil Stoch            | 1    | 0      | 1      | 2      |
| 09    | Tord Asle Gjerdalen    | 1    | 0      | 1      | 2      |
| 09    | Sjur Røthe             | 1    | 0      | 1      | 2      |
| 13    | Anders Bardal          | 1    | 0      | 0      | 1      |
| 13    | Alexei Petuchow        | 1    | 0      | 0      | 1      |
| 13    | Eldar Rønning          | 1    | 0      | 0      | 1      |
| 13    | François Braud         | 1    | 0      | 0      | 1      |
| 13    | Maxime Laheurte        | 1    | 0      | 0      | 1      |
| 13    | Wolfgang Loitzl        | 1    | 0      | 0      | 1      |
| 13    | Manuel Fettner         | 1    | 0      | 0      | 1      |
| 13    | Daiki Itō              | 1    | 0      | 0      | 1      |
| 13    | Taku Takeuchi          | 1    | 0      | 0      | 1      |
| 22    | Bernhard Gruber        | 0    | 2      | 0      | 2      |
| 22    | Marcus Hellner         | 0    | 2      | 0      | 2      |
| 24    | Peter Prevc            | 0    | 1      | 1      | 2      |
| 24    | Richard Freitag        | 0    | 1      | 1      | 2      |
| 24    | Severin Freund         | 0    | 1      | 1      | 2      |
| 27    | Martin Johnsrud Sundby | 0    | 1      | 0      | 1      |
| 27    | Mario Stecher          | 0    | 1      | 0      | 1      |
| 27    | Emil Jönsson           | 0    | 1      | 0      | 1      |
| 27    | Wilhelm Denifl         | 0    | 1      | 0      | 1      |
| 27    | Daniel Rickardsson     | 0    | 1      | 0      | 1      |
| 27    | Calle Halfvarsson      | 0    | 1      | 0      | 1      |
| 27    | Jørgen Graabak         | 0    | 1      | 0      | 1      |
| 27    | Håvard Klemetsen       | 0    | 1      | 0      | 1      |
| 27    | Magnus Krog            | 0    | 1      | 0      | 1      |
| 27    | Magnus Moan            | 0    | 1      | 0      | 1      |
| 27    | Andreas Wank           | 0    | 1      | 0      | 1      |
| 27    | Michael Neumayer       | 0    | 1      | 0      | 1      |
| 39    | Alexei Poltoranin      | 0    | 0      | 2      | 2      |
| 40    | Alex Harvey            | 0    | 0      | 1      | 1      |
| 40    | Björn Kircheisen       | 0    | 0      | 1      | 1      |
| 40    | Anders Jacobsen        | 0    | 0      | 1      | 1      |
| 40    | Nikolai Tschebotko     | 0    | 0      | 1      | 1      |
| 40    | Tino Edelmann          | 0    | 0      | 1      | 1      |
| 40    | Jewgeni Below          | 0    | 0      | 1      | 1      |
| 40    | Maxim Wylegschanin     | 0    | 0      | 1      | 1      |
| 40    | Alexander Legkow       | 0    | 0      | 1      | 1      |
| 40    | Sergei Ustjugow        | 0    | 0      | 1      | 1      |
| 40    | Taylor Fletcher        | 0    | 0      | 1      | 1      |
| 40    | Bryan Fletcher         | 0    | 0      | 1      | 1      |
| 40    | Todd Lodwick           | 0    | 0      | 1      | 1      |
| 40    | Bill Demong            | 0    | 0      | 1      | 1      |
| 40    | Maciej Kot             | 0    | 0      | 1      | 1      |
| 40    | Piotr Żyła             | 0    | 0      | 1      | 1      |
| 40    | Dawid Kubacki          | 0    | 0      | 1      | 1      |

| Platz | Sportlerin                 | Gold | Silber | Bronze | Gesamt |
| ----- | -------------------------- | ---- | ------ | ------ | ------ |
| 01    | Marit Bjørgen              | 4    | 1      | 0      | 5      |
| 02    | Therese Johaug             | 2    | 1      | 1      | 4      |
| 03    | Sara Takanashi             | 1    | 1      | 0      | 2      |
| 04    | Heidi Weng                 | 1    | 0      | 1      | 2      |
| 05    | Sarah Hendrickson          | 1    | 0      | 0      | 1      |
| 05    | Jessie Diggins             | 1    | 0      | 0      | 1      |
| 05    | Kikkan Randall             | 1    | 0      | 0      | 1      |
| 05    | Kristin Størmer Steira     | 1    | 0      | 0      | 1      |
| 05    | Yūki Itō                   | 1    | 0      | 0      | 1      |
| 10    | Ida Ingemarsdotter         | 0    | 3      | 0      | 3      |
| 11    | Charlotte Kalla            | 0    | 2      | 0      | 2      |
| 12    | Jacqueline Seifriedsberger | 0    | 1      | 1      | 2      |
| 13    | Justyna Kowalczyk          | 0    | 1      | 0      | 1      |
| 13    | Emma Wikén                 | 0    | 1      | 0      | 1      |
| 13    | Anna Haag                  | 0    | 1      | 0      | 1      |
| 13    | Chiara Hölzl               | 0    | 1      | 0      | 1      |
| 17    | Maiken Caspersen Falla     | 0    | 0      | 1      | 1      |
| 17    | Julija Tschekaljowa        | 0    | 0      | 1      | 1      |
| 17    | Riikka Sarasoja-Lilja      | 0    | 0      | 1      | 1      |
| 17    | Finnland                   | 0    | 0      | 1      | 1      |
| 17    | Ulrike Gräßler             | 0    | 0      | 1      | 1      |
| 17    | Carina Vogt                | 0    | 0      | 1      | 1      |
| 17    | Julija Iwanowa             | 0    | 0      | 1      | 1      |
| 17    | Alija Iksanowa             | 0    | 0      | 1      | 1      |
| 17    | Marija Guschtschina        | 0    | 0      | 1      | 1      |
| 17    | Julija Tschekaljowa        | 0    | 0      | 1      | 1      |

## Resultate Langlauf Männer

### Sprint klassisch
| Platz | Sportler            | Zeit / Rückstand |  |
| ----- | ------------------- | ---------------- |  |
| 1     | Nikita Krjukow      | 3:29,75 min      |  |
| 2     | Petter Northug      | 0+0,40 s00       |  |
| 3     | Alex Harvey         | 0+0,84 s00       |  |
| 4     | Emil Jönsson        | 0+2,61 s00       |  |
| 5     | Pål Golberg         | 0+9,27 s00       |  |
| 6     | Eirik Brandsdal     | +27,17 s00       |  |
|       |                     |                  |  |
| 7     | Calle Halfvarsson   |                  |  |
| 8     | Toni Ketelä         |                  |  |
| 9     | Ola Vigen Hattestad |                  |  |
| 10    | Fabio Pasini        |                  |  |
| 11    | Alexei Poltoranin   |                  |  |
| 12    | Federico Pellegrino |                  |  |
|       |                     |                  |  |
| 23    | Axel Teichmann      |                  |  |
| 25    | Jovian Hediger      |                  |  |
| 27    | Gianluca Cologna    |                  |  |
| 29    | Tim Tscharnke       |                  |  |

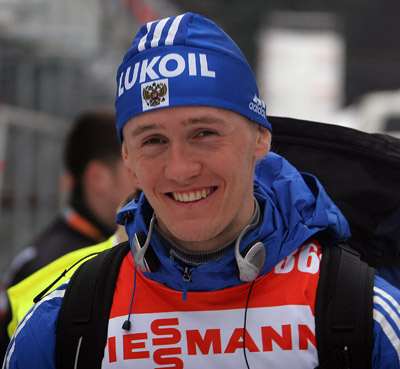
Nikita Krjukow – Sprintweltmeister

Olympiasieger 2010 (Freistil):  Nikita Krjukow
Weltmeister 2011 (Freistil):  Marcus Hellner
Datum: 20. Februar 2013 (Qualifikation); 21. Februar 2013 (5 Viertelfinals, 2 Halbfinals, Finale)
Gemeldet in der Qualifikation: 136 Athleten aus 49 Nationen, von denen sieben nicht starteten. Für die Finals waren die dreißig zeitschnellsten Läufer qualifiziert.
Weitere Teilnehmer aus deutschsprachigen Ländern und Provinzen, für die Finals nicht qualifiziert, Platzierungen in der Qualifikation:

035.  Dietmar Nöckler

037.  Valerio Leccardi

043.  Sebastian Eisenlauer

044.  Alexander Wolz

047.  Ueli Schnider

048.  Max Hauke

052.  Aurelius Herburger

083.  Kari Peters

103.  Thorsten Langer

111.  Stephan Langer

### Teamsprint Freistil
| Platz | Land        | Sportler                               | Zeit / Rückstand |
| ----- | ----------- | -------------------------------------- | ---------------- |
| 1     | Russland    | Nikita Krjukow Alexei Petuchow         | 21:30,98 min     |
| 2     | Schweden    | Marcus Hellner Emil Jönsson            | +0,46 s          |
| 3     | Kasachstan  | Nikolai Tschebotko Alexei Poltoranin   | +0,73 s          |
| 4     | Kanada      | Devon Kershaw Alex Harvey              | +0,76 s          |
| 5     | Italien     | David Hofer Federico Pellegrino        | +3,52 s          |
| 6     | Frankreich  | Jean-Marc Gaillard Maurice Manificat   | +5,33 s          |
| 7     | Österreich  | Harald Wurm Bernhard Tritscher         | +8,38 s          |
| 8     | Tschechien  | Dušan Kožíšek Aleš Razým               | +8,44 s          |
| 9     | Deutschland | Tim Tscharnke Axel Teichmann           | +9,74 s          |
| 10    | Belarus     | Sjarhej Dalidowitsch Michail Sjamjonau | +11,57 s0        |

Olympiasieger 2010:  (Johan Kjølstad – Ola Vigen Hattestad)
Weltmeister 2011:  (Devon Kershaw – Alex Harvey)
Datum: 24. Februar 2013
Gemeldet in der Qualifikation: 31 Nationen, von denen eine nicht startete. Für die Finals qualifizierten sich 10 Nationen.
Zwischen Kasachstan und Kanada sowie zwischen Österreich und Tschechien gab es Zielfotoentscheidungen.
Die Schweiz schied in den Halbfinals aus:

016.  Eligius Tambornino, Jöri Kindschi

### 15 km Freistil
| Platz | Sportler            | Zeit / Rückstand |
| ----- | ------------------- | ---------------- |
| 1     | Petter Northug      | 034:37,1 min     |
| 2     | Johan Olsson        | +11,8 s          |
| 3     | Tord Asle Gjerdalen | +22,3 s          |
| 4     | Ivan Babikov        | +53,6 s          |
| 5     | Sjur Røthe          | +1:03,0 min      |
| 6     | Calle Halfvarsson   | +1:09,5 min      |
| 7     | Aivar Rehemaa       | +1:12,4 min      |
| 8     | Dario Cologna       | +1:21,1 min      |
| 9     | Axel Teichmann      | +1:25,7 min      |
| 10    | Daniel Rickardsson  | +1:26,8 min      |
| 11    | Curdin Perl         | +1:35,5 min      |
| …     | …                   | …                |
| 13    | David Hofer         | +1:47,9 min      |
| 14    | Tim Tscharnke       | +1:48,8 min      |
| 16    | Toni Livers         | +1:56,9 min      |
| 21    | Roland Clara        | +2:24,0 min      |
| 24    | Hannes Dotzler      | +2:27,7 min      |
| 34    | Remo Fischer        | +2:55,2 min      |
| 41    | Philipp Hälg        | +3:11,4 min      |
| 42    | Tobias Angerer      | +3:11,8 min      |
| 43    | Johannes Dürr       | +3:12,2 min      |
| 45    | Max Hauke           | +3:19,1 min      |
| 51    | Bernhard Tritscher  | +3:31,5 min      |
| 59    | Thomas Moriggl      | +4:15,6 min      |

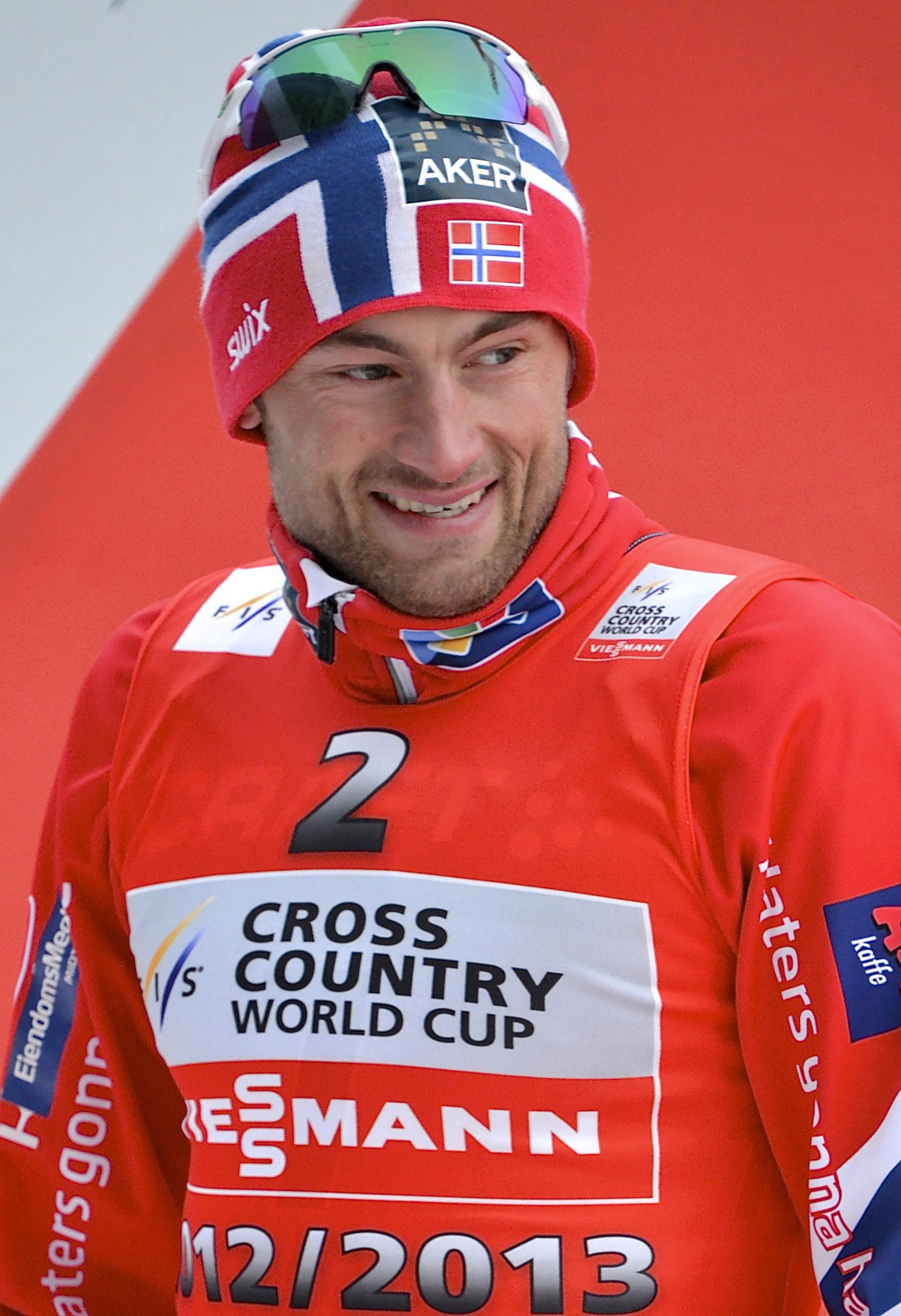
Der zweifache Weltmeister Petter Northug (15 km/Staffel)

Olympiasieger 2010 (Freistil):  Dario Cologna
Weltmeister 2011 (klassisch):  Matti Heikkinen
Datum: 27. Februar 2013
Gemeldet in der Qualifikation: 154 Läufer aus 49 Ländern, davon fünf nicht gestartet einer vorzeitig ausgeschieden.
Für das Finale qualifiziert: 98 Läufer aus 34 Ländern, davon drei nicht gestartet und drei vorzeitig ausgeschieden, darunter der Österreicher Aurelius Herburger.
Weitere Teilnehmer aus deutschsprachigen Ländern und Provinzen, für das Finale nicht qualifiziert, Platzierungen in der Qualifikation:

111.  Thorsten Langer

125.  Stephan Langer

### 30 km Skiathlon
| Platz | Sportler               | Zeit/Rückstand |
| ----- | ---------------------- | -------------- |
| 1     | Dario Cologna          | 1:13:09,3 h00  |
| 2     | Martin Johnsrud Sundby | 0000+1,8 s00   |
| 3     | Sjur Røthe             | 0000+2,0 s00   |
| 4     | Petter Northug         | 0000+5,2 s00   |
| 5     | Maxim Wylegschanin     | 0000+6,1 s00   |
| 6     | Alexander Legkow       | 000+10,1 s00   |
| 7     | Calle Halfvarsson      | 000+11,6 s00   |
| 8     | Marcus Hellner         | 000+12,0 s00   |
| 9     | Tobias Angerer         | 000+12,4 s00   |
| 10    | Jean-Marc Gaillard     | 000+12,7 s00   |
| …     | …                      | …              |
| 14    | Curdin Perl            | 000+16,6 s00   |
| 15    | Johannes Dürr          | 000+16,7 s00   |
| 20    | Roland Clara           | 000+22,9 s00   |
| 24    | Hannes Dotzler         | 000+33,2 s00   |
| 28    | Dietmar Nöckler        | 000+47,9 s00   |
| 33    | Jens Filbrich          | 0+1:19,3 min   |
| 46    | Andy Kühne             | 0+3:52,9 min   |
| 56    | Philipp Hälg           | 0+5:10,3 min   |

Olympiasieger 2010:  Marcus Hellner
Weltmeister 2011:  Petter Northug
Datum: 23. Februar 2013

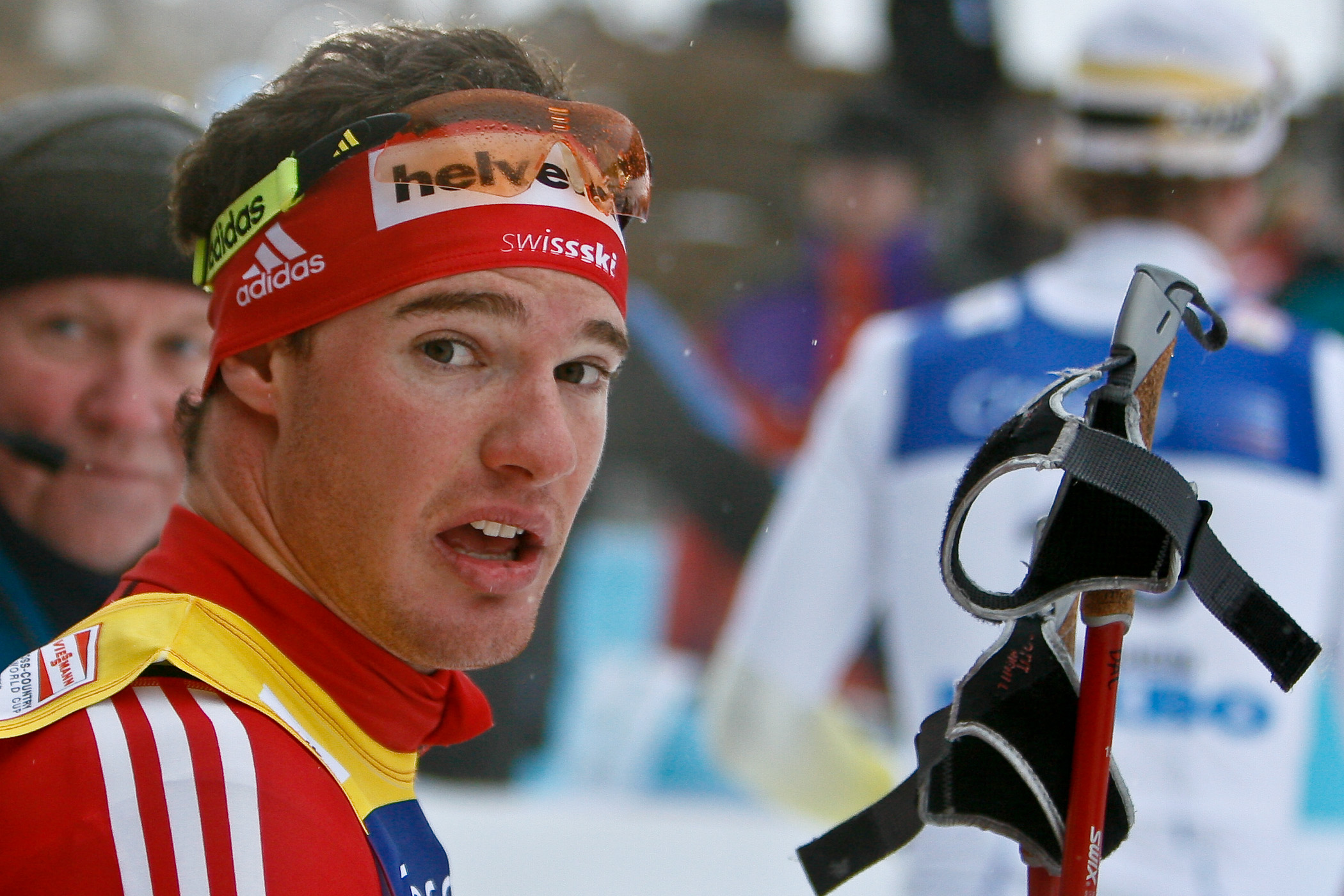
Der Skiathlon-Sieger Dario Cologna

Gemeldet waren 94 Athleten aus 36 Nationen, von denen 72 das Rennen mit Platzierung beendeten. 3 Läufer starteten nicht, 14 Läufer wurden überrundet, 1 Läufer disqualifiziert und 4 beendeten das Rennen aus anderen Gründen nicht.

### 50 km klassisch
| Platz | Sportler            | Zeit/Rückstand |
| ----- | ------------------- | -------------- |
| 1     | Johan Olsson        | 2:10:41,4 h00  |
| 2     | Dario Cologna       | 000+12,9 s00   |
| 3     | Alexei Poltoranin   | 000+16,8 s00   |
| 4     | Alexander Legkow    | 000+19,5 s00   |
| 5     | Eldar Rønning       | 000+20,2 s00   |
| 6     | Tord Asle Gjerdalen | 000+32,3 s00   |
| 7     | Hannes Dotzler      | 000+32,7 s00   |
| 8     | Maxim Wylegschanin  | 000+34,6 s00   |
| 9     | Jens Filbrich       | 000+38,5 s00   |
| 10    | Daniel Rickardsson  | 000+41,3 s00   |
| …     | …                   | …              |
| 13    | Tobias Angerer      | 000+45,4 s00   |
| 32    | Curdin Perl         | 0+5:53,4 min   |
| 44    | Andy Kühne          | +11:18,1 min   |

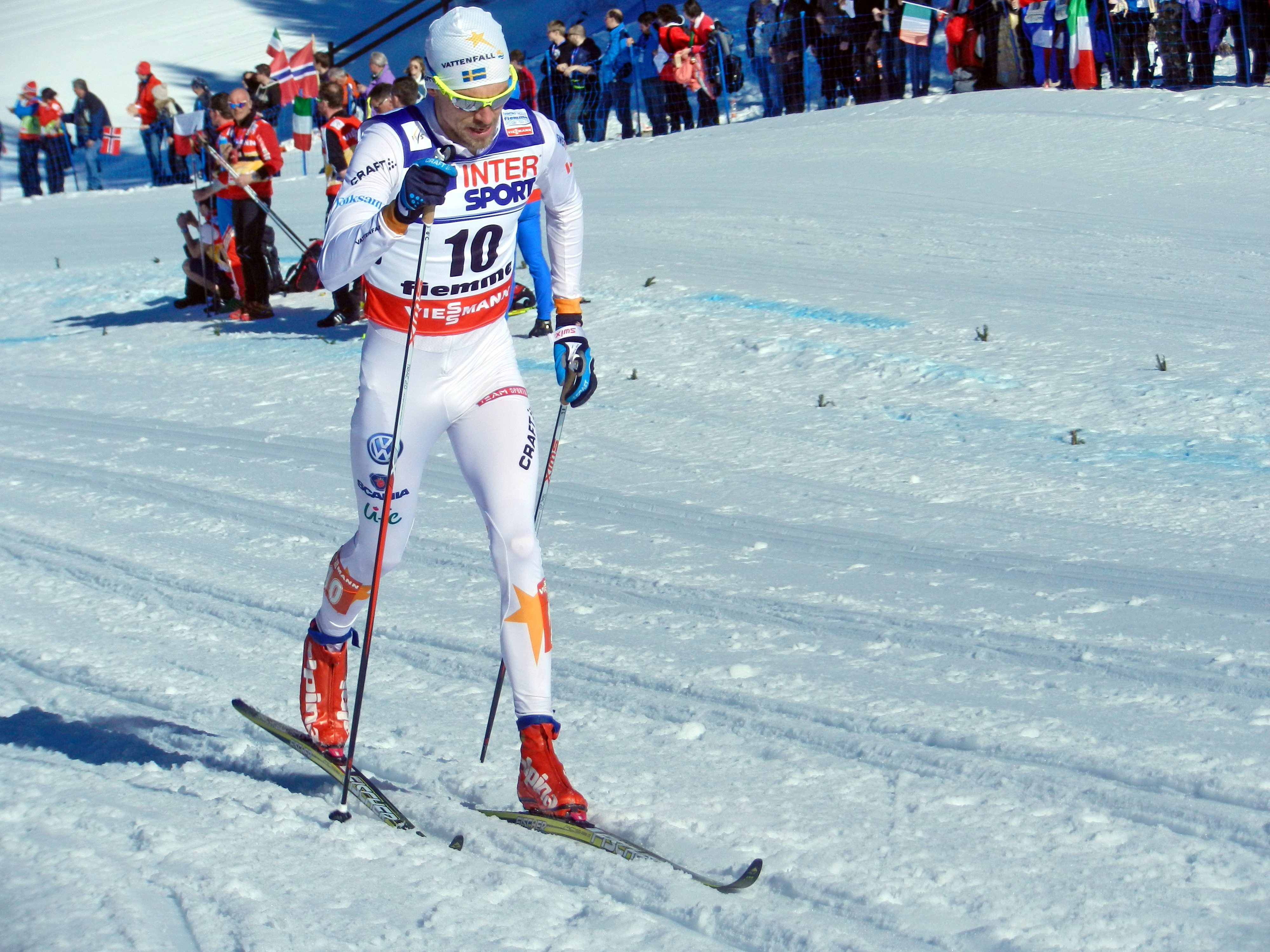
Johan Olsson auf dem Weg zu seinem Triumph über 50 km

Olympiasieger 2010 (klassisch):  Petter Northug
Weltmeister 2011 (Freistil):  Petter Northug
Datum: 3. März 2013
Gemeldet: 73 Athleten aus 25 Nationen, von denen 58 das Rennen mit Platzierung beendeten. Neun Läufer wurden überrundet und sechs beendeten das Rennen aus anderen Gründen nicht.

### 4 × 10-km-Staffel
| Platz | Land        | Sportler                                                                    | Zeit / Rückstand |
| ----- | ----------- | --------------------------------------------------------------------------- | ---------------- |
| 1     | Norwegen    | Tord Asle Gjerdalen Eldar Rønning Sjur Røthe Petter Northug                 | 1:41:37,2 h00    |
| 2     | Schweden    | Daniel Rickardsson Johan Olsson Marcus Hellner Calle Halfvarsson            | 0000+1,2 s00     |
| 3     | Russland    | Jewgeni Below Maxim Wylegschanin Alexander Legkow Sergei Ustjugow           | 0000+2,4 s00     |
| 4     | Italien     | Dietmar Nöckler Giorgio Di Centa Roland Clara David Hofer                   | 0000+2,6 s00     |
| 5     | Finnland    | Sami Jauhojärvi Ville Nousiainen Lari Lehtonen Matti Heikkinen              | 0000+11,7 s00    |
| 6     | Schweiz     | Curdin Perl Dario Cologna Toni Livers Remo Fischer                          | 0000+13,0 s00    |
| 7     | Deutschland | Hannes Dotzler Tobias Angerer Tim Tscharnke Axel Teichmann                  | 000+45,5 s00     |
| 8     | Japan       | Hiroyuki Miyazawa Keishin Yoshida Nobu Naruse Akira Lenting                 | 000+54,2 s00     |
| 9     | Frankreich  | Mathias Wibault Maurice Manificat Robin Duvillard Ivan Perrillat Boiteux    | 000+55,6 s00     |
| 10    | USA         | Andrew Newell Kris Freeman Noah Hoffman Tad Elliott                         | 0+1:01,4 min     |
| 11    | Tschechien  | Jiří Magál Lukáš Bauer Aleš Razým Martin Jakš                               | 0+1:05,4 min     |
| 12    | Kanada      | Len Väljas Devon Kershaw Ivan Babikov Alex Harvey                           | 0+2:39,3 min     |
| 13    | Kasachstan  | Sergei Tscherepanow Alexei Poltaranin Nikolai Tschebotko Jewgeni Welitschko | 0+3:15,5 min     |
| 14    | Belarus     | Michail Sjamjonau Sjarhej Dalidowitsch Aljaksej Iwanou Aljaksandr Lasutkin  | 0+3:26,3 min     |
| 15    | Estland     | Peeter Kümmel Karel Tammjärv Eeri Vahtra Aivar Rehemaa                      | +5:42,0 min      |
| 16    | Polen       | Maciej Kreczmer Sebastian Gazurek Maciej Staręga Jan Antolec                | 0+6:24,5 min     |
| 17    | Ukraine     | Vitaliy Shtun Oleksij Krassowskyj Myroslav Bilosyuk Ruslan Perechoda        | 0+6:43,4 min     |
| 18    | Dänemark    | Lasse Mølgaard Karl Peter Kristensen Lasse Hulgaard Rasmus Jensen           | LPD              |

Olympiasieger 2010:  Schweden (Daniel Rickardsson, Johan Olsson, Anders Södergren, Marcus Hellner)

Weltmeister 2011:  (Petter Northug, Eldar Rønning, Tord Asle Gjerdalen, Martin Johnsrud Sundby)
Datum: 1. März 2013
Gemeldet: Achtzehn Nationen mit je vier Läufern. Die Staffel aus Dänemark wurde nach Überrundung aus dem Rennen genommen.

## Resultate Langlauf Frauen

### Sprint klassisch
| Platz | Sportler               | Zeit / Rückstand |  |
| ----- | ---------------------- | ---------------- |  |
| 1     | Marit Bjørgen          | 3:29,62 min      |  |
| 2     | Ida Ingemarsdotter     | 0+2,32 s00       |  |
| 3     | Maiken Caspersen Falla | 0+3,78 s00       |  |
| 4     | Katja Višnar           | 0+4,62 s00       |  |
| 5     | Stina Nilsson          | 0+4,89 s00       |  |
| 6     | Justyna Kowalczyk      | 0+6,34 s00       |  |
|       |                        |                  |  |
| 7     | Mona-Liisa Malvalehto  |                  |  |
| 8     | Alena Procházková      |                  |  |
| 9     | Kerttu Niskanen        |                  |  |
| 10    | Denise Herrmann        |                  |  |
| 11    | Charlotte Kalla        |                  |  |
| 12    | Nicole Fessel          |                  |  |
|       |                        |                  |  |
| 13    | Kateřina Smutná        |                  |  |
| 23    | Hanna Kolb             |                  |  |
| 30    | Laurien van der Graaff |                  |  |

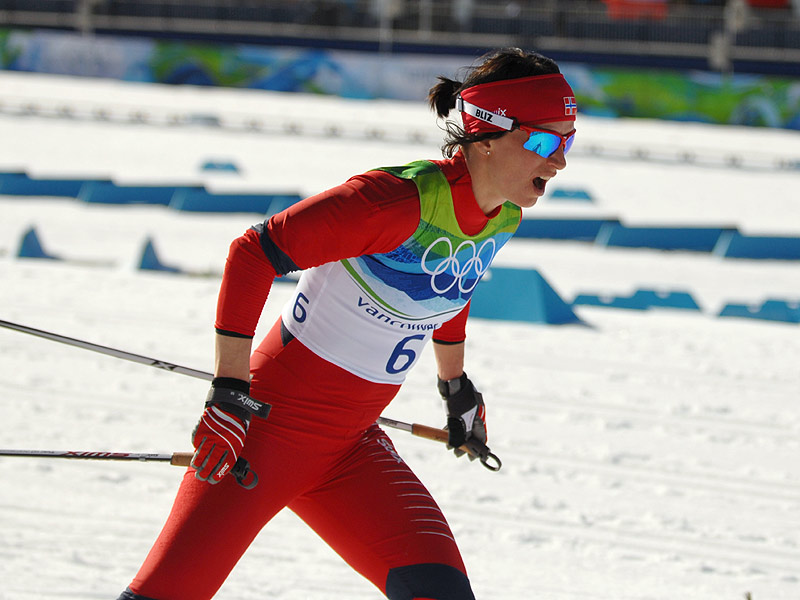
Die Sprintweltmeisterin Marit Bjørgen gewann im Skiathlon, über 50 km und mit ihrer Staffel drei weitere Goldmedaillen

Olympiasiegerin 2010 (klassisch):  Italien
Weltmeisterin 2011 (klassisch):  Marit Bjørgen
Datum: 20. Februar 2013 (Qualifikation); 21. Februar 2013 (5 Viertelfinals, 2 Halbfinals, Finale)
Gemeldet in der Qualifikation: 103 Athletinnen aus 34 Nationen, von denen 2 nicht starteten. Für die Finals waren die 30 zeitschnellsten Läuferinnen qualifiziert.
Weitere Teilnehmerinnen aus deutschsprachigen Ländern und Provinzen, für die Finals nicht qualifiziert, Platzierungen in der Qualifikation:
38.  Sandra Ringwald

39.  Kerstin Muschet

46.  Bettina Gruber

### Teamsprint Freistil
| Platz | Land        | Sportler                                        | Zeit / Rückstand |
| ----- | ----------- | ----------------------------------------------- | ---------------- |
| 1     | USA         | Jessie Diggins Kikkan Randall                   | 20:24,44 min     |
| 2     | Schweden    | Charlotte Kalla Ida Ingemarsdotter              | 00+7,80 s00      |
| 3     | Finnland    | Riikka Sarasoja-Lilja Krista Lähteenmäki        | 0+10,95 s00      |
| 4     | Norwegen    | Ingvild Flugstad Østberg Maiken Caspersen Falla | 0+20,81 s00      |
| 5     | Italien     | Marina Piller Ilaria Debertolis                 | 0+21,46 s00      |
| 6     | Slowenien   | Katja Višnar Vesna Fabjan                       | 0+25,17 s00      |
| 7     | Russland    | Natalja Korosteljowa Natalja Matwejewa          | 0+34,04 s00      |
| 8     | Deutschland | Hanna Kolb Denise Herrmann                      | 0+34,11 s00      |
| 9     | Polen       | Sylwia Jaśkowiec Agnieszka Szymańczak           | 0+46,05 s00      |
| 10    | Frankreich  | Célia Aymonier Coraline Hugue                   | 0+46,57 s00      |

Olympiasiegerinnen 2010:  (Evi Sachenbacher-Stehle – Claudia Nystad)
Weltmeisterinnen 2011:  (Ida Ingemarsdotter – Charlotte Kalla)
Datum: 24. Februar 2013
Gemeldet in der Qualifikation: 25 Nationen mit je zwei Athletinnen. Für die Finals qualifizierten sich zehn Nationen.
Zwischen Russland und Deutschland im Kampf um Platz sieben gab es eine Zielfotoentscheidung.
Die Schweiz und Österreich schieden in den Halbfinals aus:

011.  Bettina Gruber, Laurien van der Graaff

016.  Kerstin Muschet, Kateřina Smutná

### 10 km Freistil
| Platz | Sportler               | Zeit / Rückstand |
| ----- | ---------------------- | ---------------- |
| 1     | Therese Johaug         | 025:23,4 min     |
| 2     | Marit Bjørgen          | 00+10,2 s00      |
| 3     | Julija Tschekaljowa    | +32,7 s00        |
| 4     | Miriam Gössner         | 00+33,2 s00      |
| 5     | Elizabeth Stephen      | 00+41,2 s00      |
| 6     | Heidi Weng             | 00+43,2 s00      |
| 7     | Charlotte Kalla        | 00+45,6 s00      |
| 8     | Riitta-Liisa Roponen   | 00+49,3 s00      |
| 9     | Kristin Størmer Steira | +1:01,6 min      |
| 10    | Coraline Hugue         | +1:02,8 min      |
| 11    | Katrin Zeller          | +1:03,2 min      |
| …     | …                      | …                |
| 16    | Debora Agreiter        | +1:15,6 min      |
| 24    | Denise Herrmann        | +1:32,8 min      |
| 25    | Nicole Fessel          | +1:36,3 min      |
| 26    | Teresa Stadlober       | +1:37,4 min      |
| 31    | Selina Gasparin        | +1:57,9 min      |

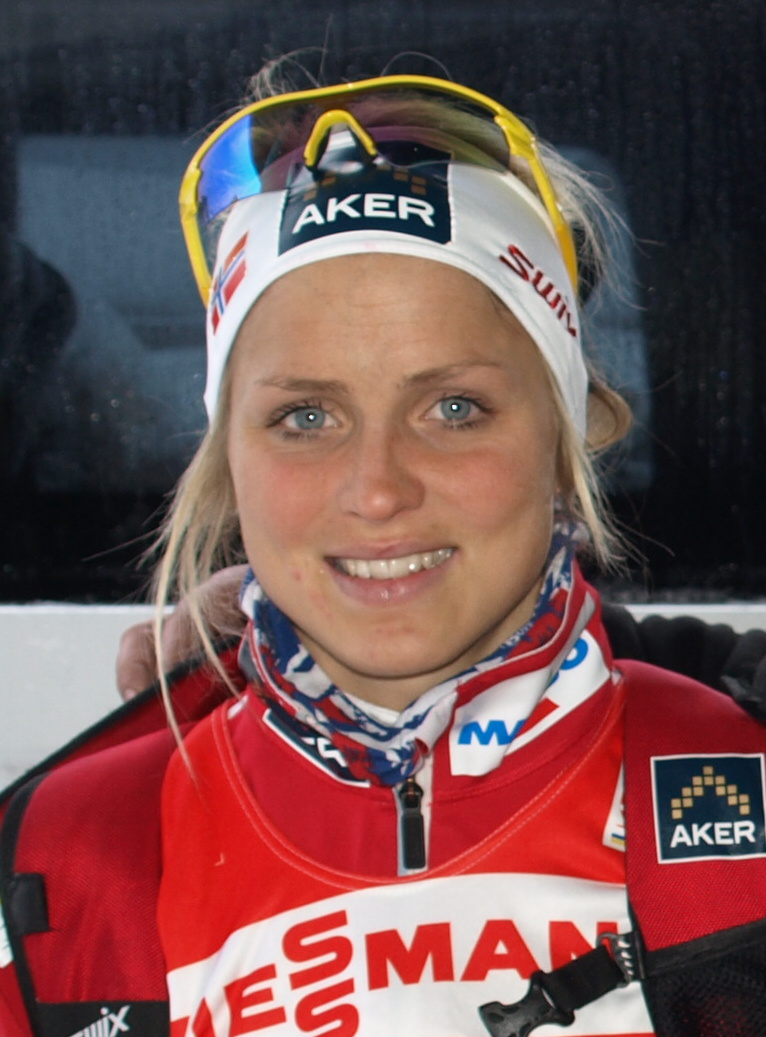
Therese Johaug – im Rennen über 10 gelang ihr der Sieg über ihre Konkurrentin Marit Bjørgen

Olympiasiegerin 2010 (Freistil):  Charlotte Kalla
Weltmeisterin 2011 (klassisch):  Marit Bjørgen
Datum: 26. Februar 2013
Gemeldet in der Qualifikation: 113 Läuferinnen aus 43 Ländern.
Für das Finale qualifiziert: 79 Läuferinnen aus 31 Ländern, davon eine nicht gestartet.

### 15 km Skiathlon
| Platz | Sportler                   | Zeit / Rückstand |
| ----- | -------------------------- | ---------------- |
| 1     | Marit Bjørgen              | 39:04,4 min      |
| 2     | Therese Johaug             | +3,4 s           |
| 3     | Heidi Weng                 | +14,9 s          |
| 4     | Kristin Størmer Steira     | +16,3 s          |
| 5     | Justyna Kowalczyk          | +27,1 s          |
| 6     | Charlotte Kalla            | +41,2 s          |
| 7     | Julija Tschekaljowa        | +46,9 s          |
| 8     | Krista Lähteenmäki         | +48,8 s          |
| 9     | Astrid Uhrenholdt Jacobsen | +1:06,5 min      |
| 10    | Masako Ishida              | +1:07,5 min      |
| …     | …                          | …                |
| 18    | Kateřina Smutná            | +1:54,5 min      |
| 22    | Nicole Fessel              | +2:13,5 min      |
| 25    | Katrin Zeller              | +2:33,7 min      |
| 29    | Teresa Stadlober           | +2:41,0 min      |
| 31    | Debora Agreiter            | +2:44,9 min      |
| 51    | Sandra Ringwald            | +5:40,1 min      |

Olympiasiegerin 2010:  Marit Bjørgen
Weltmeisterin 2011:  Marit Bjørgen
Datum: 23. Februar 2013
Gemeldet: 76 Athletinnen aus dreißig Nationen, von denen sechs das Rennen nicht beendeten, davon vier wegen Überrundung.

### 30 km klassisch
| Platz | Sportler               | Zeit / Rückstand |
| ----- | ---------------------- | ---------------- |
| 1     | Marit Bjørgen          | 1:27:19,9 h00    |
| 2     | Justyna Kowalczyk      | 0000+3,7 s00     |
| 3     | Therese Johaug         | 0000+8,7 s00     |
| 4     | Heidi Weng             | 0+1:38,3 min     |
| 5     | Nicole Fessel          | 0+1:49,0 min     |
| 6     | Anna Haag              | 0+2:05,7 min     |
| 7     | Kerttu Niskanen        | 0+2:12,8 min     |
| 8     | Anne Kyllönen          | 0+2:16,1 min     |
| 9     | Kristin Størmer Steira | 0+2:16,5 min     |
| 10    | Masako Ishida          | 0+2:19,1 min     |
| …     | …                      | …                |
| 14    | Katrin Zeller          | 0+4:32,0 min     |
| 24    | Debora Agreiter        | 0+8:22,1 min     |

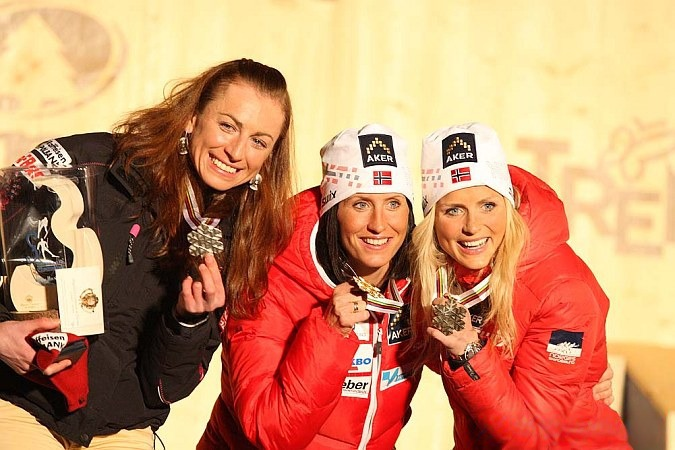
Das Siegerpodium des 30-km-Rennens

Olympiasiegerin 2010 (klassisch):  Justyna Kowalczyk
Weltmeisterin 2011 (Freistil):  Therese Johaug
Datum: 2. März 2013
Gemeldet: 45 Athletinnen aus siebzehn Nationen, von denen 37 das Rennen mit Platzierung beendeten. Eine Läuferin startete nicht, zwei Läuferinnen wurden überrundet und fünf beendeten das Rennen aus anderen Gründen nicht.

### 4 × 5-km-Staffel
| Platz | Land        | Sportler                                                                     | Zeit / Rückstand |
| ----- | ----------- | ---------------------------------------------------------------------------- | ---------------- |
| 1     | Norwegen    | Heidi Weng Therese Johaug Kristin Størmer Steira Marit Bjørgen               | 1:00:36,5 h00    |
| 2     | Schweden    | Ida Ingemarsdotter Emma Wikén Anna Haag Charlotte Kalla                      | 000+26,2 s00     |
| 3     | Russland    | Julija Iwanowa Alija Iksanowa Marija Guschtschina Julija Tschekaljowa        | 000+45,8 s00     |
| 4     | USA         | Sadie Bjornsen Kikkan Randall Elizabeth Stephen Jessie Diggins               | 0+1:12,4 min     |
| 5     | Finnland    | Anne Kyllönen Kerttu Niskanen Riitta-Liisa Roponen Riikka Sarasoja-Lilja     | 0+1:23,8 min     |
| 6     | Frankreich  | Aurore Jéan Célia Aymonier Anouk Faivre Picon Coraline Hugue                 | 0+1:53,7 min     |
| 7     | Deutschland | Nicole Fessel Katrin Zeller Denise Herrmann Miriam Gössner                   | 0+2:07,8 min     |
| 8     | Italien     | Lucia Scardoni Virginia De Martin Topranin Debora Agreiter Marina Piller     | 0+2:56,1 min     |
| 9     | Polen       | Kornelia Kubińska Justyna Kowalczyk Paulina Maciuszek Agnieszka Szymańczak   | 0+3:35,0 min     |
| 10    | Ukraine     | Tetjana Antypenko Walentyna Schewtschenko Maryna Anzybor Kateryna Hryhorenko | 0+3:56,5 min     |
| 11    | Österreich  | Kateřina Smutná Teresa Stadlober Veronika Mayerhofer Kerstin Muschet         | 0+4:14,1 min     |
| 12    | Tschechien  | Eva Vrabcová-Nývltová Petra Nováková Karolína Grohová Lucie Charvátová       | 0+5:50,1 min     |
| 13    | Estland     | Triin Ojaste Tatjana Mannima Kaija Vahtra Heidi Raju                         | 0+8:34,2 min     |
| 14    | Slowenien   | Barbara Jezeršek Katja Višnar Vesna Fabjan Alenka Čebašek                    | LPD              |
| 15    | Kasachstan  | Jelena Kolomina Anna Stojan Viktoria Lanschakowa Anna Schewtschenko          | LPD              |
| DNF   | Kanada      | Daria Gaiazova Perianne Jones Emily Nishikawa Brittany Webster               |                  |

Olympiasiegerinnen 2010:  Norwegen (Vibeke Skofterud, Therese Johaug, Kristin Størmer Steira, Marit Bjørgen)

Weltmeisterinnen 2011:  (Vibeke Skofterud, Therese Johaug, Kristin Størmer Steira, Marit Bjørgen)

Siegerpodium
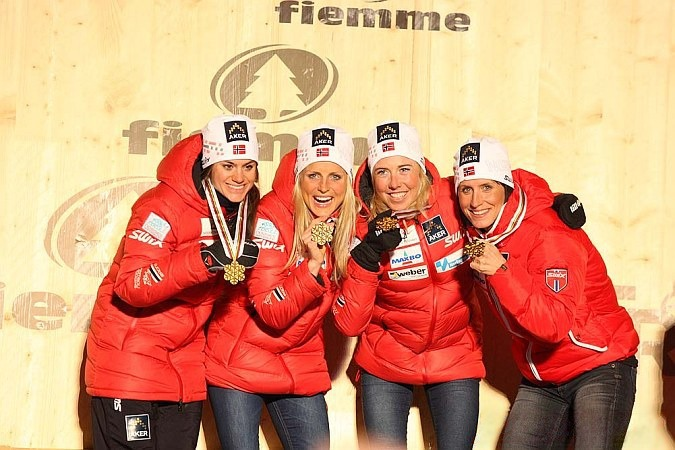
Norwegen
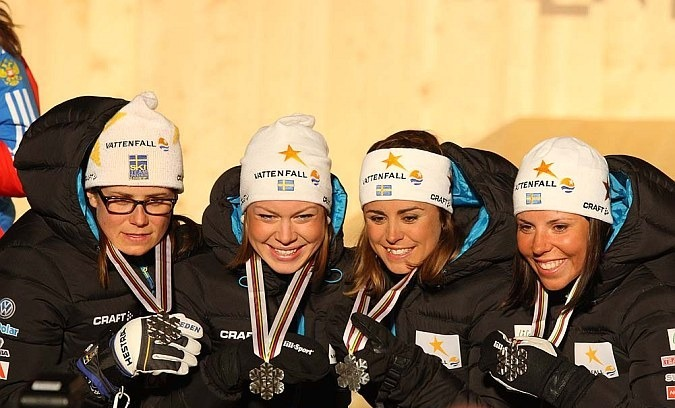
Schweden
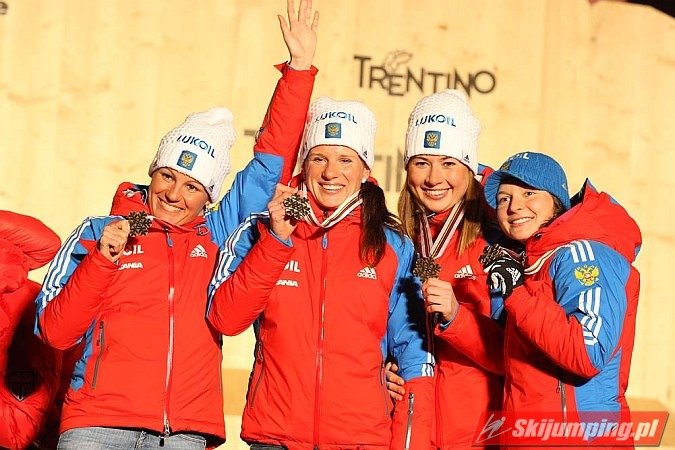
Russland

Datum: 28. Februar 2013
Gemeldet: sechzehn Nationen mit je vier Läuferinnen. Die Staffeln aus Slowenien und Kasachstan schieden durch Überrundung aus. Die kanadische Schlussläuferin gab vorzeitig auf.

## Resultate Skispringen Männer
Detaillierte Ergebnisse

### Einzel (Normalschanze)
| Platz | Sportler              | Punkte |
| ----- | --------------------- | ------ |
| 1     | Anders Bardal         | 252,6  |
| 2     | Gregor Schlierenzauer | 248,4  |
| 3     | Peter Prevc           | 244,3  |
| 4     | Severin Freund        | 242,6  |
| 5     | Thomas Morgenstern    | 242,0  |
| 6     | Richard Freitag       | 239,1  |
| 7     | Taku Takeuchi         | 238,0  |
| 8     | Kamil Stoch           | 237,4  |
| 9     | Andreas Wank          | 237,3  |
| 10    | Tom Hilde             | 235,6  |
| …     | …                     | …      |
| 16    | Simon Ammann          | 229,5  |
| 17    | Wolfgang Loitzl       | 228,3  |
| 18    | Michael Neumayer      | 227,9  |
| 20    | Manuel Fettner        | 225,1  |
| 33    | Stefan Kraft          | 101,6  |
| 41    | Gregor Deschwanden    | 094,1  |

Olympiasieger 2010:  Simon Ammann
Weltmeister 2011:  Thomas Morgenstern

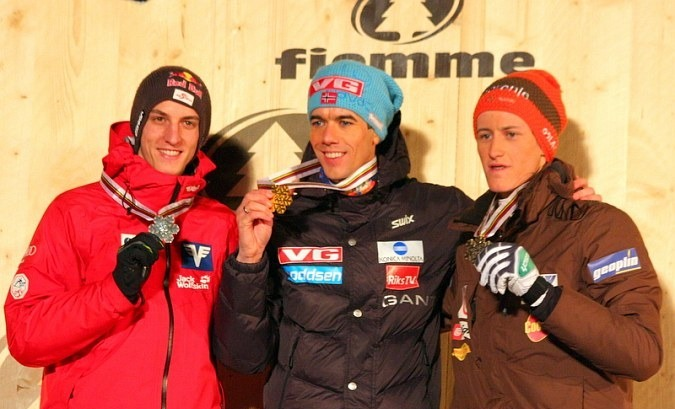
Das Siegerpodium des Springens von der Normalschanze

Datum: 22. Februar 2013 (Qualifikation); 23. Februar 2013 (Finale)
Gemeldet in der Qualifikation: 65 Athleten aus 24 Nationen. Davon waren zehn vorqualifiziert, von denen einer nicht startete.

Darüber hinaus qualifizierten sich die vierzig besten Springer für den Wettkampf. Ein Springer wurde wegen eines nicht regelkonformen Sprunganzugs disqualifiziert.

Im Wettkampf waren fünfzig Springer startberechtigt, von denen dreißig in das Finale kamen.

### Einzel (Großschanze)
| Platz | Sportler              | Punkte |
| ----- | --------------------- | ------ |
| 1     | Kamil Stoch           | 295,8  |
| 2     | Peter Prevc           | 289,7  |
| 3     | Anders Jacobsen       | 289,1  |
| 4     | Wolfgang Loitzl       | 284,9  |
| 5     | Jan Matura            | 281,4  |
| 6     | Richard Freitag       | 280,4  |
| 7     | Simon Ammann          | 279,8  |
| 8     | Gregor Schlierenzauer | 279,2  |
| 9     | Severin Freund        | 277,4  |
| 10    | Daiki Itō             | 276,9  |
| 11    | Andreas Wank          | 276,4  |
| …     | …                     | …      |
| 13    | Michael Neumayer      | 274,3  |
| 15    | Manuel Fettner        | 272,7  |
| 16    | Thomas Morgenstern    | 271,8  |
| 23    | Stefan Kraft          | 262,3  |
| 42    | Marco Grigoli         | 103,9  |
| 43    | Gregor Deschwanden    | 103,8  |

Olympiasieger 2010:  Simon Ammann
Weltmeister 2011:  Gregor Schlierenzauer

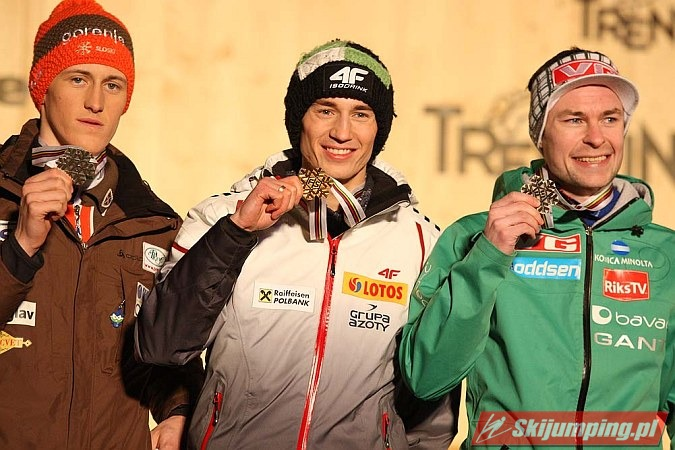
Siegerpodium der Einzelspringer auf der Großschanze

Datum: 27. Februar 2013 (Qualifikation); 28. Februar 2013 (Finale)
Gemeldet in der Qualifikation: 63 Athleten aus zwanzig Nationen. Davon waren zehn vorqualifiziert, von denen zwei nicht starteten.

Die vierzig besten Springer qualifizierten sich für den Wettkampf. Ein Springer wurde wegen nicht regelkonformer Skilänge disqualifiziert.

Im Wettkampf waren fünfzig Springer startberechtigt, von denen dreißig in das Finale kamen.
Als Springer aus einem deutschsprachigen Staat für den Wettkampf nicht qualifiziert, Platzierung in der Qualifikation:

41.  Killian Peier

### Mannschaft (Großschanze)
| Platz | Land        | Sportler                                                                | Punkte |
| ----- | ----------- | ----------------------------------------------------------------------- | ------ |
| 1     | Österreich  | Wolfgang Loitzl Manuel Fettner Thomas Morgenstern Gregor Schlierenzauer | 1135,9 |
| 2     | Deutschland | Andreas Wank Severin Freund Michael Neumayer Richard Freitag            | 1121,8 |
| 3     | Polen       | Maciej Kot Piotr Żyła Dawid Kubacki Kamil Stoch                         | 1121,0 |
| 4     | Norwegen    | Andreas Stjernen Tom Hilde Anders Bardal Anders Jacobsen                | 1117,3 |
| 5     | Japan       | Reruhi Shimizu Noriaki Kasai Daiki Itō Taku Takeuchi                    | 1099,1 |
| 6     | Slowenien   | Robert Kranjec Jurij Tepeš Jaka Hvala Peter Prevc                       | 1046,4 |
| 7     | Tschechien  | Roman Koudelka Lukáš Hlava Jakub Janda Jan Matura                       | 1022,1 |
| 8     | Italien     | Roberto Dellasega Andrea Morassi Davide Bresadola Sebastian Colloredo   | 0965,9 |
| 9     | Russland    | Alexei Romaschow Denis Kornilow Ilja Rosljakow Dmitri Wassiljew         | 0498,1 |
| 10    | Schweiz     | Simon Ammann Killian Peier Marco Grigoli Gregor Deschwanden             | 0469,1 |

Olympiasieger 2010:  Österreich (Wolfgang Loitzl, Andreas Kofler, Thomas Morgenstern, Gregor Schlierenzauer)

Weltmeister 2011:  (Gregor Schlierenzauer, Manuel Fettner, Wolfgang Loitzl, Thomas Morgenstern)

Siegerpodium
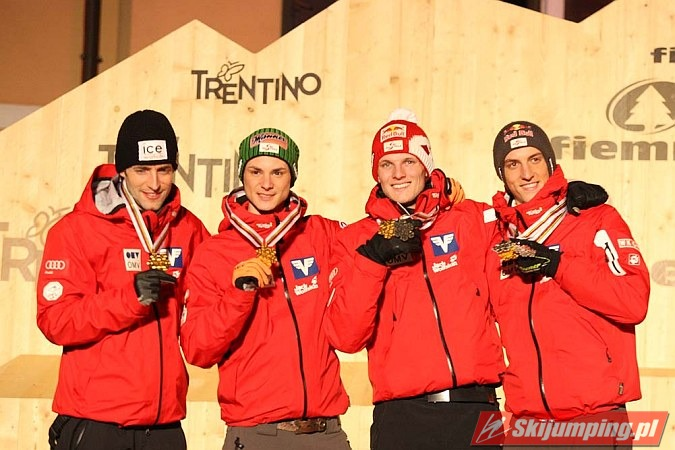
Österreich
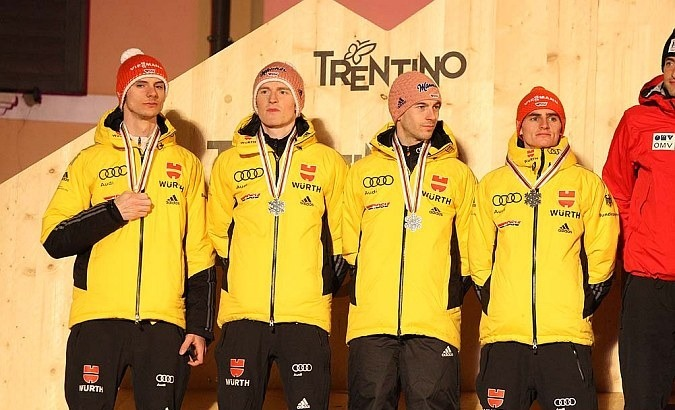
Deutschland
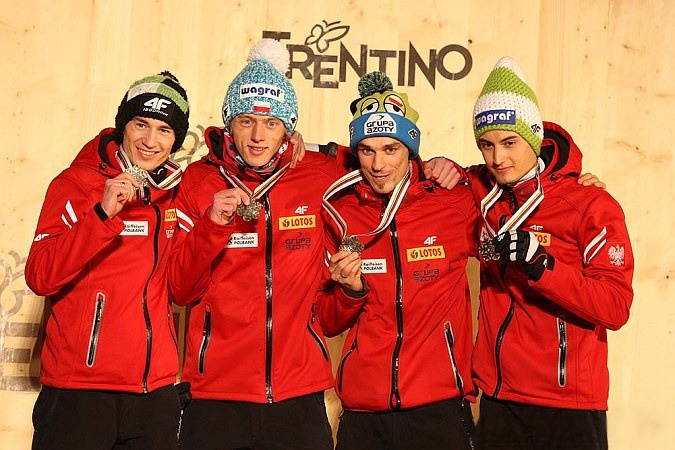
Polen

Datum: 2. März 2013
Insgesamt nahmen zwölf Mannschaften am Mannschaftswettkampf teil, von denen die besten acht den zweiten Wertungsdurchgang erreichten. Die russische Auswahl verfehlte den Einzug in das Finale um lediglich 0,1 Punkte gegenüber den gastgebenden Italienern. Die österreichische Mannschaft verdankte ihren Sieg – neben den guten Sprüngen – vor allem auch den skifahrerischen Qualitäten von Manuel Fettner, der bei der Landung seinen rechten Ski verlor und auf lediglich einem Ski, ohne in den Schnee fassen zu müssen, bis hinter die Sturzlinie fuhr. Durch diese Leistung gelang es ihm, erhebliche Punktabzüge, die die österreichische Mannschaft hätten zurückfallen lassen, zu vermeiden.
Nach dem Wettbewerb lag die norwegische Mannschaft zunächst hinter Österreich auf dem Silberrang. Da aber Anders Bardal und Anders Jacobsen aus einer höheren Luke als zunächst angenommen gestartet waren, wurde die Punkteberechnung nach dem Springen korrigiert und die Norweger fielen auf den vierten Platz zurück, weshalb Deutschland und Polen nachträglich Silber und Bronze gewannen.

## Resultat Skispringen Frauen
Detaillierte Ergebnisse

### Einzel (Normalschanze)
| Platz | Sportlerin                 | Punkte |
| ----- | -------------------------- | ------ |
| 1     | Sarah Hendrickson          | 253,7  |
| 2     | Sara Takanashi             | 251,0  |
| 3     | Jacqueline Seifriedsberger | 237,2  |
| 4     | Coline Mattel              | 229,5  |
| 5     | Carina Vogt                | 225,4  |
| 6     | Jessica Jerome             | 224,9  |
| 7     | Anette Sagen               | 213,3  |
| 8     | Evelyn Insam               | 210,5  |
| 9     | Chiara Hölzl               | 204,3  |
| 10    | Julia Kykkänen             | 203,2  |
| 11    | Ulrike Gräßler             | 201,9  |
| 12    | Elena Runggaldier          | 200,9  |
| …     | …                          | …      |
| 21    | Svenja Würth               | 193,9  |
| 23    | Bigna Windmüller           | 189,6  |
| 32    | Katharina Althaus          | 080,4  |
| 36    | Katharina Keil             | 077,6  |

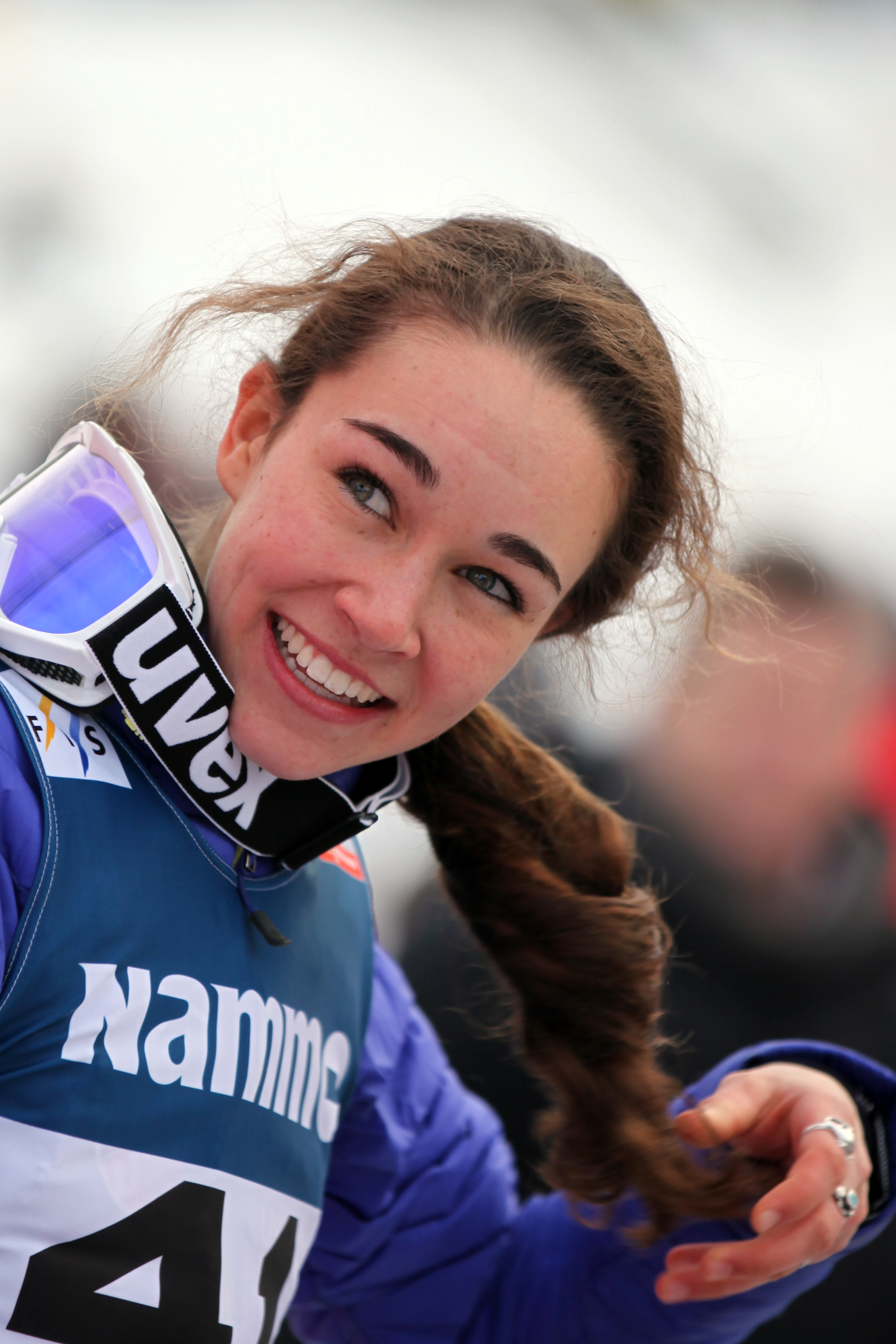
Weltmeisterin Sarah Hendrickson

bei den Olympischen Spielen 2010 noch nicht im Programm
Weltmeisterin 2011:  Daniela Iraschko
Datum: 22. Februar 2013
Es waren 43 Springerinnen aus sechzehn Nationen gemeldet. Für das Finale waren die dreißig Besten des ersten Durchgangs qualifiziert.
Anmerkung: Bei Österreich fehlte „Ikone“ Daniela Iraschko wegen einer im Januar erlittenen schweren Verletzung.

## Resultat Skispringen Mixed
Detaillierte Ergebnisse

### Mannschaft (Normalschanze)
| Platz | Land               | Sportler                                                                         | Punkte |
| ----- | ------------------ | -------------------------------------------------------------------------------- | ------ |
| 1     | Japan              | Yūki Itō Daiki Itō Sara Takanashi Taku Takeuchi                                  | 1011,0 |
| 2     | Österreich         | Chiara Hölzl Thomas Morgenstern Jacqueline Seifriedsberger Gregor Schlierenzauer | 0986,7 |
| 3     | Deutschland        | Ulrike Gräßler Richard Freitag Carina Vogt Severin Freund                        | 0984,9 |
| 4     | Norwegen           | Maren Lundby Tom Hilde Anette Sagen Anders Bardal                                | 0969,3 |
| 5     | Frankreich         | Léa Lemare Ronan Lamy Chappuis Coline Mattel Vincent Descombes Sevoie            | 0941,2 |
| 6     | Vereinigte Staaten | Jessica Jerome Peter Frenette Sarah Hendrickson Anders Johnson                   | 0938,4 |
| 7     | Italien            | Elena Runggaldier Andrea Morassi Evelyn Insam Sebastian Colloredo                | 0923,1 |
| 8     | Slowenien          | Urša Bogataj Jaka Hvala Špela Rogelj Peter Prevc                                 | 0917,4 |
| 9     | Russland           | Anastassija Gladyschewa Denis Kornilow Irina Awwakumowa Dmitri Wassiljew         | 0427,7 |
| 10    | Tschechien         | Michaela Doleželová Jakub Janda Vladěna Pustková Jan Matura                      | 0417,1 |

Siegerpodium
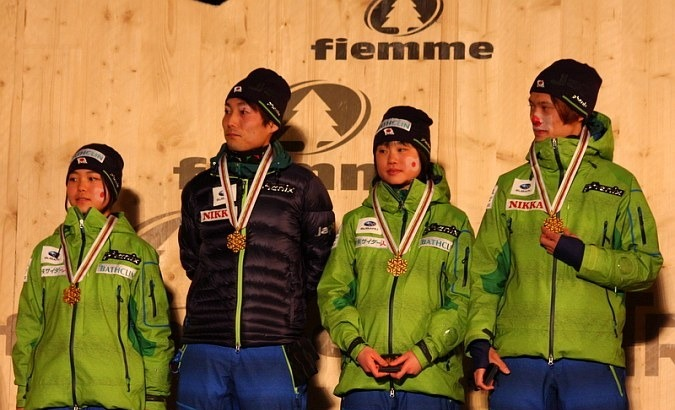
Japan
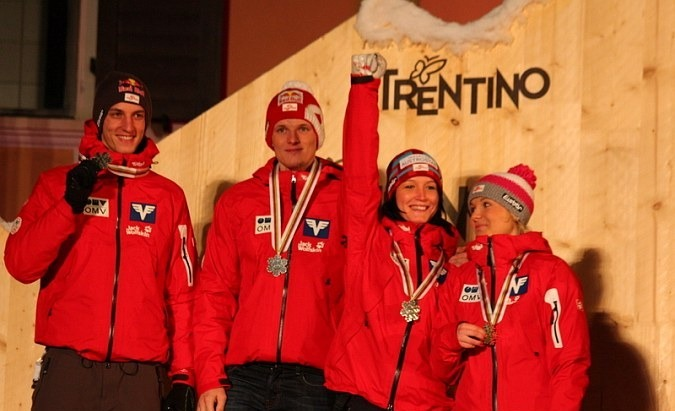
Österreich
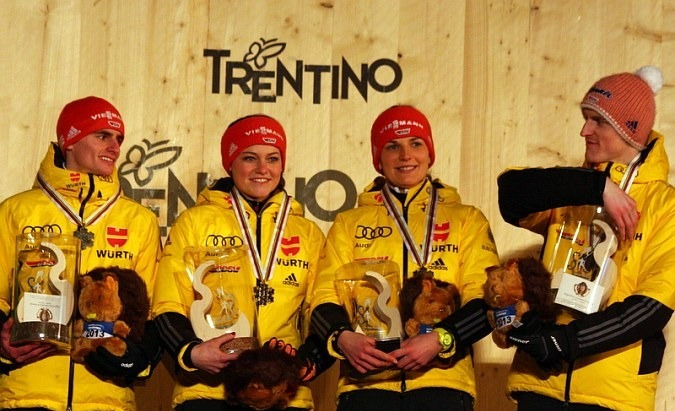
Deutschland

Der Wettbewerb stand erstmals im Programm von Olympischen Spielen oder Weltmeisterschaften.
Datum: 24. Februar 2013
Bei diesen Weltmeisterschaften wurde erstmals ein Mixed-Mannschaftswettbewerb ausgetragen. Jede Mannschaft bestand aus zwei Frauen und zwei Männern. Für das Finale waren die acht besten Teams des ersten Durchgangs qualifiziert.

Die japanische Mannschaft gewann insbesondere wegen der hervorragenden Sprünge von Sara Takanashi, die mit 106,5 Metern den weitesten Satz des Wettbewerbes stand, vor Österreich und Deutschland.

## Resultate Nordische Kombination

### Einzel (Normalschanze/10 km)
| Platz | Sportler            | Sprung (Pkte. / Pl.) | Lauf (Zeit / Pl.) | Endzeit / Rückstand |
| ----- | ------------------- | -------------------- | ----------------- | ------------------- |
| 1     | Jason Lamy Chappuis | 107,3 / 11           | 28:00,2 / 06      | 029:13,2 min        |
| 2     | Mario Stecher       | 121,7 / 07           | 28:57,4 / 17      | 000+0,2 s00         |
| 3     | Björn Kircheisen    | 104,7 / 12           | 27:49,5 / 02      | 000+0,3 s00         |
| 4     | Eric Frenzel        | 115,4 / 06           | 28:32,7 / 12      | 000+0,5 s00         |
| 5     | Håvard Klemetsen    | 125,6 / 01           | 29:29,4 / 35      | 00+16,2 s00         |
| 6     | Taihei Katō         | 116,4 / 05           | 29:00,9 / 18      | 00+24,7 s00         |
| 7     | Marjan Jelenko      | 120,0 / 04           | 29:23,5 / 29      | 00+32,3 s00         |
| 8     | Christoph Bieler    | 121,4 / 03           | 29:31,7 / 36      | 00+35,5 s00         |
| 9     | Akito Watabe        |                      |                   | 00+36,0 s00         |
| 10    | Magnus Krog         |                      |                   | 00+47,4 s00         |
| …     | …                   | …                    | …                 | …                   |
| 13    | Bernhard Gruber     |                      |                   | +1:01,0 min         |
| 20    | Wilhelm Denifl      |                      |                   | +1:29,9 min         |
| 21    | Tino Edelmann       |                      |                   | +1:30,6 min         |
| 22    | Armin Bauer         |                      |                   | +1:30,9 min         |
| 24    | Fabian Rießle       |                      |                   | +1:33,4 min         |
| 26    | Lukas Runggaldier   |                      |                   | +1:47,2 min         |
| 30    | Johannes Rydzek     |                      |                   | +2:11,7 min         |
| 39    | Tim Hug             |                      |                   | +2:32,4 min         |

Olympiasieger 2010:  Jason Lamy Chappuis
Weltmeister 2011:  Eric Frenzel
Datum: 22. Februar 2013

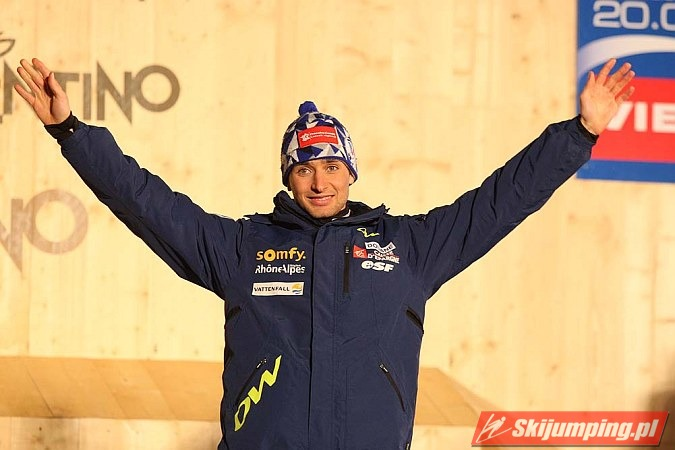
Jason Lamy Chappuis – 2011 Weltmeister von der Großschanze und hier Titelträger von der Normalschanze

Gemeldet: 55 Teilnehmer aus siebzehn Ländern, die alle das Springen absolvierten. Ein Teilnehmer trat zum Lauf nicht an und ein Teilnehmer beendete ihn nicht.

### Einzel (Großschanze/10 km)
| Platz | Sportler            | Sprung (Pkte. / Pl.) | Lauf (Zeit / Pl.) | Endzeit / Rückstand |
| ----- | ------------------- | -------------------- | ----------------- | ------------------- |
| 1     | Eric Frenzel        | 144,1 / 01           | 27:22,8 / 14      | 027:22,8 min        |
| 2     | Bernhard Gruber     | 135,9 / 06           | 27:26,5 / 16      | 00+36,7 s00         |
| 3     | Jason Lamy Chappuis | 127,0 / 10           | 26:52,0 / 04      | 00+37,2 s00         |
| 4     | Akito Watabe        | 134,9 / 08           | 27:24,2 / 15      | 00+38,4 s00         |
| 5     | Hideaki Nagai       | 126,4 / 12           | 26:54,1 / 07      | 00+42,3 s00         |
| 6     | Wilhelm Denifl      | 135,4 / 07           | 27:35,5 / 19      | 00+47,7 s00         |
| 7     | Sébastien Lacroix   | 123,4 / 13           | 26:50,6 / 03      | 00+50,8 s00         |
| 8     | Magnus Moan         | 126,6 / 11           | 27:10,5 / 11      | 00+57,7 s00         |
| 9     | Håvard Klemetsen    |                      |                   | 00+58,2 s00         |
| 10    | Johannes Rydzek     |                      |                   | +1:07,7 min         |
| …     | …                   | …                    | …                 | …                   |
| 14    | Björn Kircheisen    |                      |                   | +1:24,5 min         |
| 16    | Christoph Bieler    |                      |                   | +1:28,1 min         |
| 21    | Mario Stecher       |                      |                   | +2:39,1 min         |
| 33    | Tim Hug             |                      |                   | +3:32,6 min         |
| 46    | Seppi Hurschler     |                      |                   | +6:34,6 min         |

Olympiasieger 2010:  Bill Demong
Weltmeister 2011:  Jason Lamy Chappuis
Datum: 28. Februar 2013

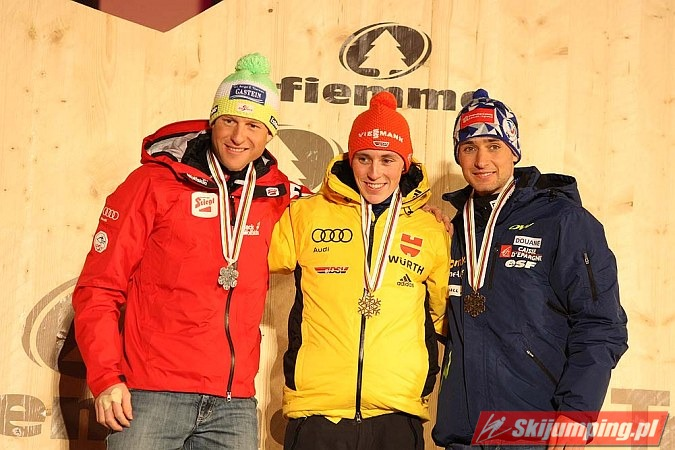
Siegerpodium des Einzelwettbewerbs von der Großschanze

Gemeldet: 55 Teilnehmer aus siebzehn Ländern, die alle das Springen absolvierten. Drei Teilnehmer traten zum Lauf nicht an und zwei beendeten ihn nicht.

### Mannschaft (Normalschanze/4 × 5 km)
| Platz | Land        | Sportler                                                             | Zeit / Rückstand |
| ----- | ----------- | -------------------------------------------------------------------- | ---------------- |
| 1     | Frankreich  | François Braud Maxime Laheurte Sébastien Lacroix Jason Lamy Chappuis | 057:34,0 min     |
| 2     | Norwegen    | Jørgen Graabak Håvard Klemetsen Magnus Krog Magnus Moan              | 000+0,4 s00      |
| 3     | USA         | Taylor Fletcher Bryan Fletcher Todd Lodwick Bill Demong              | 000+4,2 s00      |
| 4     | Japan       | Yoshito Watabe Taihei Katō Akito Watabe Yūsuke Minato                | 000+5,7 s00      |
| 5     | Österreich  | Wilhelm Denifl Bernhard Gruber Lukas Klapfer Mario Stecher           | 000+7,6 s00      |
| 6     | Deutschland | Björn Kircheisen Tino Edelmann Eric Frenzel Fabian Rießle            | +1:07,6 min      |
| 7     | Italien     | Lukas Runggaldier Giuseppe Michielli Armin Bauer Alessandro Pittin   | +1:10,5 min      |
| 8     | Finnland    | Ilkka Herola Mikke Leinonen Janne Ryynänen Eetu Vähäsöyrinki         | +3:36,8 min      |
| 9     | Slowenien   | Marjan Jelenko Mitja Oranič Matic Plaznik Gašper Berlot              | +4:59,0 min      |
| 10    | Tschechien  | Miroslav Dvořák Tomáš Slavík Tomáš Portyk Pavel Churavý              | +5:06,7 min      |
| 11    | Estland     | Kail Piho Han-Hendrik Piho Karl-August Tiirmaa Kristjan Ilves        | +5:18,2 min      |
| 12    | Russland    | Denis Isaikin Iwan Panin Ernest Jachin Jewgeni Klimow                | +5:32,9 min      |

bei den Olympischen Spielen 2010 noch nicht im Programm
Weltmeister 2011:  (David Kreiner, Bernhard Gruber, Felix Gottwald, Mario Stecher)
Datum: 24. Februar 2013
Gemeldet: Zwölf Nationen mit je vier Athleten.

### Teamsprint (Großschanze/2 × 7,5 km)
| Platz | Land        | Sportler                              | Zeit / Rückstand |
| ----- | ----------- | ------------------------------------- | ---------------- |
| 1     | Frankreich  | Sébastien Lacroix Jason Lamy Chappuis | 035:37,9 min     |
| 2     | Österreich  | Wilhelm Denifl Bernhard Gruber        | 00+16,6 s00      |
| 3     | Deutschland | Tino Edelmann Eric Frenzel            | 00+43,9 s00      |
| 4     | Japan       | Taihei Katō Akito Watabe              | 00+44,5 s00      |
| 5     | Norwegen    | Magnus Moan Mikko Kokslien            | +1:03,3 min      |
| 6     | USA         | Taylor Fletcher Bill Demong           | +1:24,6 min      |
| 7     | Italien     | Armin Bauer Alessandro Pittin         | +1:53,5 min      |
| 8     | Tschechien  | Pavel Churavý Miroslav Dvořák         | +1:55,7 min      |
| 9     | Slowenien   | Marjan Jelenko Mitja Oranič           | +2:00,1 min      |
| 10    | Estland     | Kail Piho Han-Hendrik Piho            | +3:14,0 min      |
| …     | …           | …                                     | …                |
| 12    | Schweiz     | Tim Hug Seppi Hurschler               | LPD              |

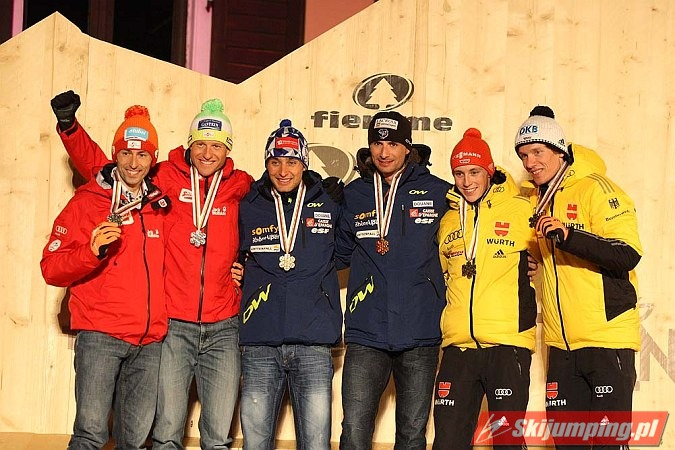
Das Siegerpodium des Teamsprints

Der Wettbewerb stand erstmals im Programm von Olympischen Spielen oder Weltmeisterschaften.
Datum: 2. März 2013
Gemeldet: Vierzehn Nationen mit je zwei Athleten.